# Guillaume Nicloux
 (juillet 2017).
Si vous disposez d'ouvrages ou d'articles de référence ou si vous connaissez des sites web de qualité traitant du thème abordé ici, merci de compléter l'article en donnant les références utiles à sa vérifiabilité et en les liant à la section « Notes et références ».
Pour les articles homonymes, voir Nicloux.
Guillaume Nicloux est un réalisateur, scénariste et romancier français, né le 3 août 1966 à Melun (Seine-et-Marne).

## Biographie

### Jeunesse
Guillaume Nicloux naît le 3 août 1966 à Melun, en Seine-et-Marne.

### Débuts de réalisateur et romancier (années 1980-1990)
En 1986, Guillaume Nicloux devient boursier du Centre national des lettres et crée sa compagnie « La Troupe ». Il écrit plusieurs pièces de théâtre et met en scène Georges Arnaud, Maurice Pons et Copi.
En 1988, âgé de 22 ans, il démarre un cycle filmique dont les scénarios sont rédigés selon un principe d’écriture automatique. Son premier long métrage La Piste aux étoiles, tourné en 16 mm noir et blanc, est éclairé par Raoul Coutard, le chef opérateur de Jean-Luc Godard. L’année suivante, il filme au théâtre Goldoni de Venise Le Cirque imaginaire de Jean-Baptiste Thierrée et Victoria Chaplin.
En 1990, il tourne Les Enfants volants (Michael Nyman en compose la musique), et inaugure sa première sélection au Forum du festival de Berlin et au festival de Toronto. En 1991, il termine son cycle expérimental en réalisant pour Arte un film sans scénario, écrit au jour le jour, La Vie crevée avec Michel Piccoli. Le film sera en compétition au festival de Locarno.
En 1994, il réalise Faut pas rire du bonheur, avec Bernard-Pierre Donnadieu et Laura Morante. Le film est sélectionné à La Quinzaine des Réalisateurs, au festival de Cannes.
Durant deux ans, il se consacre exclusivement à l’écriture de romans qui paraîtront successivement aux éditions Climats, Flammarion et Jean-Jacques Pauvert. En 1997, il reprend son activité de cinéaste avec la comédie très décalée Le Poulpe interprété par Jean-Pierre Darroussin et Clotilde Courau. De 1998 à 2000, il écrit trois autres romans.

### Cinéma noir (années 2000)
En 2001, Maurice Pialat envisage d’adapter Zoocity (réédité en 2003, chez Folio). La même année, Guillaume Nicloux entame une trilogie consacrée au film noir dont le premier volet est Une affaire privée avec Thierry Lhermitte et Marion Cotillard. Second opus en 2003, Cette femme-là avec Josiane Balasko et Eric Caravaca.
En 2007, La Clef, avec Guillaume Canet et Vanessa Paradis, clôt le triptyque.
Entretemps, en 2006, il réalise pour UGC Le Concile de Pierre, tourné en Mongolie, avec Monica Bellucci et Catherine Deneuve.
En 2009, il tourne La Reine des connes, dans la collection Suite noire pour France 2/Arte, avec Clément Hervieu-Léger. Le téléfilm est une adaptation du roman éponyme de Laurent Martin, publié en 2007.

### Diversification (années 2010)

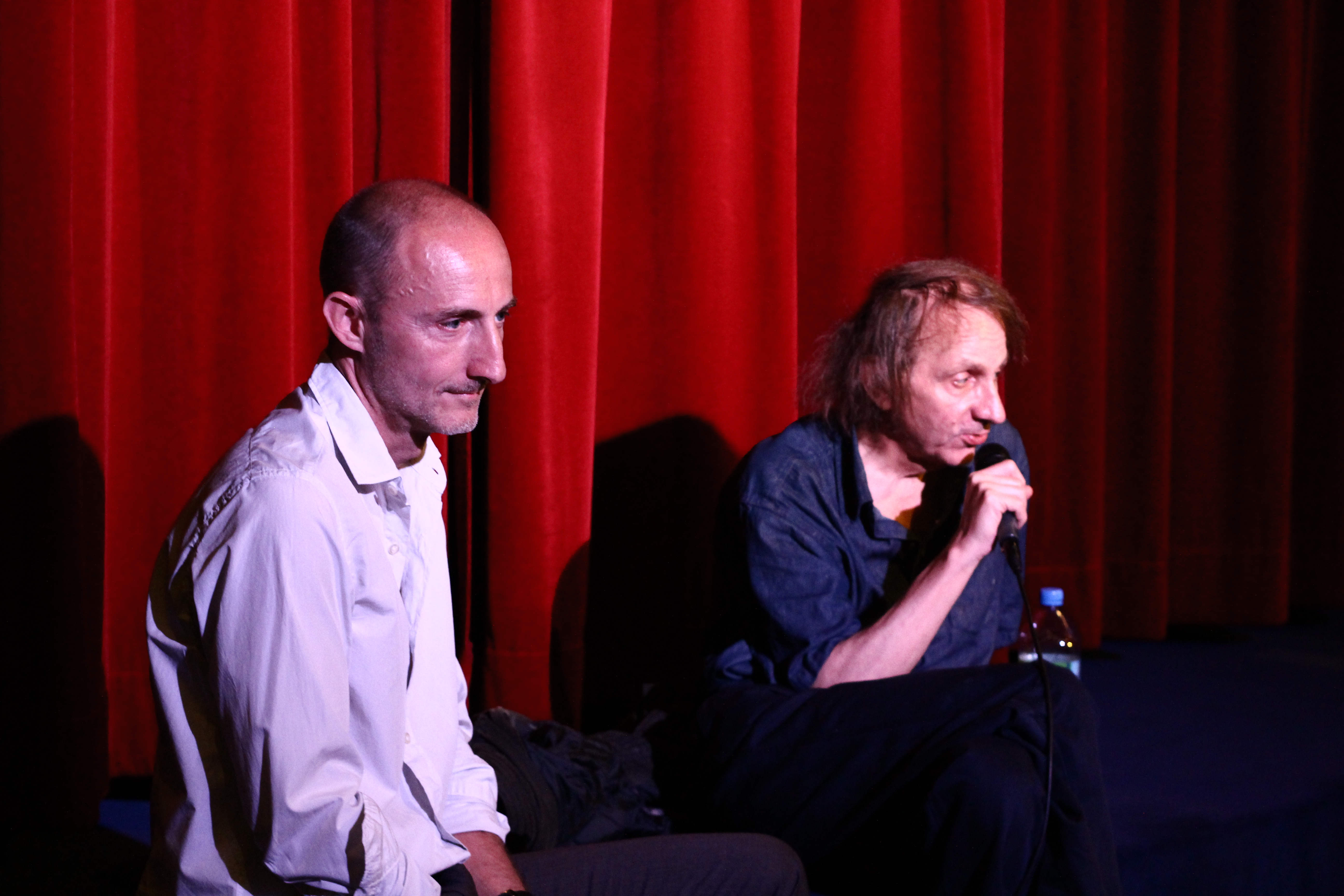
Le scénariste/réalisateur aux côtés de l'acteur Michel Houellebecq durant la promotion de L'Enlèvement de Michel Houellebecq.

En 2010, Guillaume Nicloux retrouve Jean-Pierre Darroussin et réalise Holiday, un huis-clos sur le principe du Whodunit.
En 2011, il met en scène L'Affaire Gordji : Histoire d'une cohabitation pour Canal Plus, document-fiction où Michel Houellebecq interprète le patron de la DST.
À partir de 2012, il renoue avec des projets plus introspectifs. Il adapte La Religieuse de Denis Diderot, avec Pauline Étienne et Isabelle Huppert, en compétition officielle au festival de Berlin. L’année suivante, il tourne L'Enlèvement de Michel Houellebecq, avec Michel Houellebecq lui-même, sélectionné au Forum du festival de Berlin. Le film reçoit successivement le prix du meilleur scénario et le prix spécial du jury au festival de Tribeca, ainsi que le prix du meilleur film au festival des films du monde de Montréal.
Valley of Love avec Gérard Depardieu et Isabelle Huppert, en compétition officielle à Cannes, marque la première collaboration entre Nicloux et Depardieu. L’année suivante, ils tournent ensemble The End, premier long métrage français conçu pour une diffusion directement en VOD premium. Pour la troisième fois, l’un de ses films est sélectionné au Forum du festival de Berlin. Même s’il continue de tourner en 35 mm, il déclare au Monde, le 9 avril 2016 : « Nous sommes entrés dans l’ère du digitographe. ».
En 2017, il met en scène Les Confins du monde, tourné au Vietnam, avec Gaspard Ulliel et Gérard Depardieu qui raconte le destin foudroyé d’un jeune soldat tiraillé entre désir de vengeance et passion amoureuse.
En 2018, il réalise sa première mini-série pour Arte, intitulée Il était une seconde fois,, dans laquelle il retrouve l'acteur Gaspard Ulliel.

## Publications

### Romans
- Zoocity. Paris : Baleine, 1996, 302 p. (Instantanés de polar ; no 22). Rééd. Gallimard, 2003, 319 p. (Folio policier ; no 284).
- Le Saint des seins (série Le Poulpe no 2). Paris : Baleine, 1996, 152 p. (Baleine ; no 21. Le Poulpe). Rééd. EJL, 1999, 94 p. (Librio noir ; no 304. Le Poulpe). In coffret Le Poulpe, une sélection de 5 enquêtes du Poulpe.
- C’est juste une balade américaine. Castelnau-le-Lez : Climats, 1997, 201 p. (Sombres climats ; no 4).
- Le Destin est une putain. Paris : Flammarion, 1998, 198 p.
- Jack Mongoly. Paris : Flammarion, 1998, 255 p.
- Monsieur Chance. Castelnau-le-Lez : Climats, 1998, 234 p. (Sombres climats ; no 6).
- Le Poulpe, le film : pour l’attendrir, faut taper dessus (novélisation du film. Coauteurs : Jean-Bernard Pouy et Patrick Raynal). Paris : Baleine, 1998, 140 p. (Baleine ; no 145. Le Poulpe).
- L'Honneur perdu de Georges Blesse. Paris : Baleine, 2000, 95 p. (Série grise ; no 4).
- Des brutes et des méchants, préface d'Alain Corneau. Paris : J.-J. Pauvert, 2001, 187 p. (Un cinéaste/un roman).

### Nouvelles
- « Famille Killer : la fille », in Libération no 5, 12-13 août 2000, Cahier d’été : "Un été 2000", p. VIII, ill. n/b de Loïc Faujour. « Cette semaine, la famille Serial Killer (Fin) ». Reprise in Les 7 familles du polar, anthologie dirigée par Jean-Bernard Pouy. Paris : Baleine, 2000, p. 110-113.
- « Le terrain » collectif Flammarion, 1998.

### Bande dessinée
- Le Saint des seins, scénario et dessins d'Alain Garrigue. Montpellier : 6 pieds sous terre, 2000, [46] p. (Céphalopode ; no 2).

### Article
- 2016 : Les Inrockuptibles no 1073 « 11 critiques de films pour Michel Houellebecq »

## Filmographie

### Réalisateur

#### Longs métrages
- 1990 : Les Enfants volants
- 1994 : Faut pas rire du bonheur
- 1998 : Le Poulpe
- 2002 : Une affaire privée
- 2003 : Cette femme-là
- 2006 : Le Concile de pierre
- 2007 : La Clef
- 2010 : Holiday
- 2013 : La Religieuse
- 2015 : Valley of Love
- 2016 : The End
- 2018 : Les Confins du monde
- 2019 : Thalasso
- 2022 : La Tour
- 2023 : La Petite
- 2024 : Dans la peau de Blanche Houellebecq
- 2024 : Sarah Bernhardt, La Divine

#### Courts métrages
- 1988 : La Piste aux étoiles
- 1999 : Lucie, avec Sylvie Testud, collection Scénarios sur la drogue
- 2000 : Echange standard, collection Les Redoutables

#### Téléfilms
- 1992 : La Vie crevée (diffusion : Arte)
- 2009 : La Reine des connes, collection Suite noire (diffusion : France 2, Arte)[7], adaptation du roman éponyme de Laurent Martin[3]
- 2012 : L'Affaire Gordji : Histoire d'une cohabitation (diffusion : Canal+)
- 2014 : L'Enlèvement de Michel Houellebecq
- 2025 : Les Rives du fleuve

#### Série télévisée
- 2018 : Il était une seconde fois

#### Documentaire
- 2021 : Les Rois de l'arnaque (diffusion : Netflix)

### Acteur
- 1998 : Seul contre tous de Gaspar Noé : le directeur du supermarché
- 1998 : Le Poulpe de lui-même
- 2003 : Cette femme-là de lui-même : l'agent de la BAC
- 2008 : Cliente de Josiane Balasko : Jean-Louis
- 2015 : En solitaire de Christophe Offenstein : le directeur de la course
- 2016 : Rhapsody (court métrage) de Constance Meyer : Guillaume
- 2018 : Les Confins du monde de lui-même : le prêtre